# Dmitri Konyshev
Dmitri Borísovich Konyshev (Дмитрий Борисович Конышев, Gorki, 18 de febrero de 1966) es un ciclista ruso, profesional entre 1989 y 2006 con un total de 40 victorias.
Proveniente de las últimas generaciones de la Unión Soviética, Konyshev fue un buen rodador, con una gran punta de velocidad, capaz de conseguir victorias al sprint, sobre todo en grupos reducidos. Además de varios campeonatos nacionales y dos medallas en el Campeonato del Mundo de ciclismo, Konyshev consiguió victorias de etapa en las tres Grandes Vueltas.
Fue director deportivo del equipo profesional Katusha entre 2009 y 2019. Tras su desaparición, se marchó al Gazprom-RusVelo a ejercer las mismas funciones.

## Palmarés
| 1987 - Gran Premio Palio del Recioto - Gran Premio della Liberazione - 1 etapa del Tour del Porvenir 1989 - 2.º en el Campeonato de la URSS - 2.º en el Campeonato Mundial en Ruta - 1 etapa de la Settimana Bergamasca - Coppa Agostoni - Giro d'Emilia 1990 - Campeonato de la URSS - 1 etapa del Tour de Francia - Gran Premio Industria y Artigianato-Larciano 1991 - 1 etapa de la Tirreno-Adriático - 2 etapas del Tour de Francia 1992 - 1 etapa de la Vuelta a Asturias - 2.º en el Campeonato de Rusia en Ruta - 3.º en el Campeonato Mundial en Ruta 1993 - 2 etapas del Giro de Italia - Campeonato de Rusia en Ruta 1994 - 1 etapa de la Vuelta a los Países Bajos 1995 - Giro del Friuli 1996 - 3.º en el Campeonato de Rusia en Ruta - Hofbrau Cup, más 2 etapas - 1 etapa de la Vuelta a España | 1997 - 1 etapa de la Vuelta a Murcia - 1 etapa de la Tirreno-Adriático - Gran Premio de Valonia - 1 etapa del Giro de Italia y clasificación del Intergiro - 1 etapa del Tour de Polonia 1998 - 1 etapa de la Vuelta a Valencia - 3.º en el Campeonato de Rusia en Ruta 1999 - 1 etapa del Tour de Francia - Gran Premio de Fourmies - Coppa Sabatini 2000 - 1 etapa del Giro de Italia, más Clasificación por puntos - Giro de la Romagna 2001 - Giro di Campania - Campeonato de Rusia en Ruta - 1 etapa de la Vuelta a Suiza - Coppa Sabatini 2004 - Tour del Lago Léman - 1 etapa de la Euskal Bizikleta 2005 - 1 etapa de la Vuelta a Asturias |

## Resultados en Grandes Vueltas y Campeonatos del Mundo
| Carrera         | Carrera         | 1989 | 1990 | 1991 | 1992 | 1993 | 1994 | 1995 | 1996 | 1997 | 1998 | 1999 | 2000 | 2001 | 2002  | 2003 | 2004 | 2005 | 2006 |
| --------------- | --------------- | ---- | ---- | ---- | ---- | ---- | ---- | ---- | ---- | ---- | ---- | ---- | ---- | ---- | ----- | ---- | ---- | ---- | ---- |
|                 | Giro de Italia  | Ab.  | 30.º | —    | —    | 26.º | Ab.  | Ab.  | Ab.  | 37.º | 51.º | —    | 57.º | 75.º | 103.º | —    | —    | —    | —    |
|                 | Tour de Francia | —    | 25.º | 52.º | Ab.  | —    | —    | Ab.  | —    | —    | Ab.  | 62.º | —    | —    | —     | —    | —    | —    | —    |
|                 | Vuelta a España | —    | —    | Ab.  | Ab.  | —    | —    | —    | 35.º | —    | —    | —    | —    | —    | —     | —    | —    | —    | —    |
| Mundial en Ruta | Mundial en Ruta | 2.º  | 30.º | —    | 3.º  | 50.º | 5.º  | 7.º  | Ab.  | Ab.  | —    | 9.º  | Ab.  | Ab.  | 19.º  | 14.º | 25.º | —    | —    |

—: no participa
Ab.: abandono

## Equipos
- Alfa Lum (1989-1990)
- TVM (1991-1992)
- Jolly (1993-1994)
- AKI (1995-1996)
- Roslotto ZG (1997)
- Mercatone Uno (1998-1999)
- Fassa Bortolo (2000-2002)
- Marlux (2003)
- LPR Brakes (2004-2006)